# Nesophontes hypomicrus
Nesophontes hypomicrus är en utdöd däggdjursart som beskrevs av Miller 1929. Nesophontes hypomicrus ingår i släktet Nesophontes, och familjen Nesophontidae. IUCN kategoriserar arten globalt som utdöd. Inga underarter finns listade i Catalogue of Life.
Arten levde på Hispaniola i Västindien. Kvarlevor är bara kända från ugglornas spybollar. Antagligen dog djuret ut kort efter européernas ankomst i Amerika.